# León Corral y Maestro
León Corral y Maestro (Castroverde de Campos, 20 de febrero de 1855-Valladolid, 21 de febrero de 1939) fue un médico español, catedrático de patología general, decano y decano honorario de la Facultad de Medicina de la Universidad de Valladolid.

## Biografía

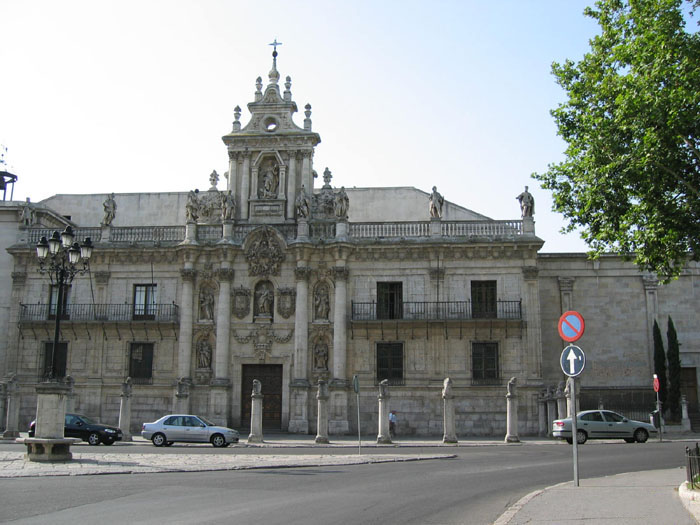
Fachada de la Universidad de Valladolid

Nació en Castroverde de Campos, provincia de Zamora, España, el 20 de febrero de 1855. Estudió en la Facultad de Medicina de Valladolid, doctorándose en la Universidad de Madrid en 1876. 
Entre 1879 y 1890 fue médico titular de Alfaro (Logroño). Retornó a Valladolid en donde trabajó como profesor auxiliar numerario de la Facultad de Medicina, puesto que había ejercido también de forma interina antes de su marcha a Alfaro, ganando por oposición en 1894 la Cátedra de Patología General de esta Facultad. En 1920 fue elegido Decano de la Facultad de Medicina y tras su jubilación en 1925 fue nombrado Decano Honorario de la misma. 
En política militó en el carlismo.
Casado con Ildefonsa García Mesanza, le sobrevivieron seis hijos: José María, Mariano, Antonio, Marichu, Lola y Mercedes. Falleció en Valladolid el 21 de febrero de 1939.

## Trayectoria
Además de su práctica hospitalaria en el Hospital Clínico de Valladolid, practicó la medicina general como médico titular de Alfaro en Logroño durante diez años. Durante su práctica como médico titular de Alfaro tuvo que atender a la epidemia de cólera de 1885 en aquella localidad y su actuación en la misma fue reconocida con la Cruz de Epidemias.
Los datos recogidos en el curso de aquella epidemia fueron analizados y presentados en su «Estudio sobre la epidemia colérica de Alfaro en 1885» que fue galardonada con la medalla de oro de la Real Academia de Medicina de Barcelona en 1889 y que no llegó a publicarse, pero su «Cartilla sanitaria. Consejos a las familias para prevenir el cólera morbo asiático y tratar sus primeros síntomas hasta la llegada del médico», fue publicada durante la epidemia de cólera en aquella localidad y adoptada por la Diputación Provincial de Logroño para uso en toda la provincia.
Publicó varias obras educativas destinadas a los médicos y al público general sobre la importancia de las medidas higiénicas para la prevención de la propagación de las enfermedades infecciosas. También publicó unos «Apuntes sobre el contagio de la tisis pulmonar» en los que hace estudios estadísticos de la misma, reflexiones sobre casos observados en su práctica clínica, así como diversas revisiones sobre temas de interés en su época e inició una polémica sobre la sindectomía.
Junto con el farmacéutico de Alfaro, Corral desarrolló un preparado de hierro, terapia marcial se denominó clásicamente al tratamiento de hierro, que se vendía en las farmacias

### Textos médicos
Sus dos textos más relevantes fueron Elementos de patología general y su Prontuario de clínica propedéutica.
La primera edición de los «Elementos de Patología General» se publica en el año 1900 como respuesta al requerimiento de sus alumnos que querían editar unos apuntes de sus clases. Las siguientes ediciones aparecieron en 1904, 1912, 1919, y 1927. Las dos últimas ediciones se imprimieron en dos volúmenes y la última apareció con la colaboración de su hijo José María de Corral, entonces Catedrático de Fisiología en excedencia. La obra fue reconocida en 1903 por la Real Academia de Medicina de Madrid con el Premio Federico Rubio.
Los Elementos de patología general de León Corral, suponen una transición entre la aproximación estrictamente teórica de muchas de las patologías generales del siglo XIX, cuyo máximo representante es José de Letamendi, a las modernas del siglo XX, centradas fundamentalmente en el estudio de la etiología y de la fisiopatología.
La primera edición del Prontuario de clínica propedéutica se realizó en Valladolid en 1903 y a ella se sucedieron otras ediciones imprimiéndose la quinta y última en 1923. La obra se concibe como un complemento a su libro de Patología General para dar cabida al estudio de los “Preliminares Clínicos” que se habían incluido en los programas de enseñanza de la Patología General y su Clínica. Intenta ser una guía para los estudiantes en las clínicas y viene a cubrir la ausencia de obras en castellano sobre la materia. Es la primera obra en castellano sobre las técnicas de exploración clínica. Es una obra reducida que recoge solo las prácticas clínicas exploratorias más habituales que puedan utilizar los estudiantes en sus primeros pasos en el estudio de los enfermos.
Corral y Maestro exploró, también desde el punto de vista teórico, algunos aspectos biológicos generales, introduciéndose de este modo en lo que después sería el campo de la biología teórica o filosofía de la biología, como la nutrición, la teoría de la evolución, la memoria y la historia de la medicina. 
Su libro Elementos de Patología General fue uno de los textos de medicina más influyentes en el primer tercio del siglo XX en el ámbito de medicina de habla hispana.[cita requerida]

### Textos de historia

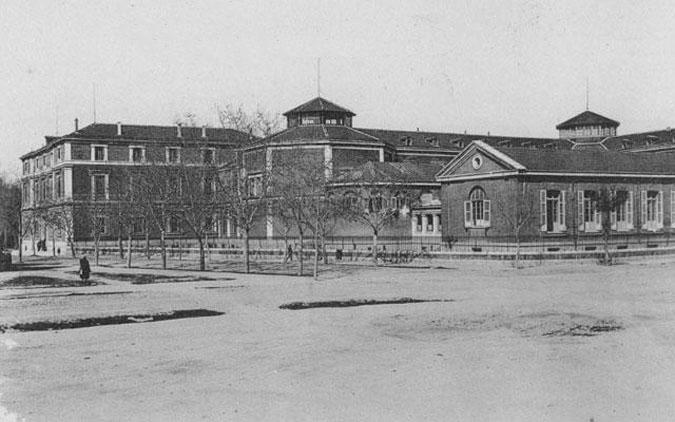
La antigua Facultad de Medicina de Valladolid hacia 1889.

Además de escribir sobre medicina, publicó trabajos sobre la historia de Castilla, siendo presidente durante muchos años de la Sociedad de Estudios Históricos Castellanos, fundada en 1913 y de la que fue presidente cuando se aprobaron sus estatutos el 22 de diciembre de 1913.
En el libro «Diego de Corral y Arellano y los Corrales de Valladolid» recoge una investigación histórica y genealógica de la familia Corral, además de datos biográficos de Diego del Corral y Arellano, basándose en el archivo familiar de María del Carmen Azlor de Aragón e Idiáquez, duquesa de Villahermosa, ascendiente del referido y a quien va dedicado. También publicó investigaciones sobre Álvaro de Luna, bajo el título «Don Álvaro de Luna según testimonios inéditos de la época».
Además, bajo el seudónimo de Carlos Moral y Rotën publicó unas notas de investigación histórica sobre los escudos utilizados por la familia Corral.
León Corral y otros catedráticos de la Universidad se opusieron al derribo del antiguo edificio de la misma a principios del siglo XX, que se encontraba en buen estado, y que se había construido a principios del siglo XVI, abogando por conservar el antiguo edificio, dándole una utilidad pública, y construir los edificios de la nueva Universidad a las afueras de la ciudad. Por este motivo en el folleto «El derribo de la antigua Universidad de Valladolid» recogió datos históricos sobre su historia.
Dirigió la Sociedad de Estudios Castellanos en 1928.

### Prensa general
León Corral utilizó varios seudónimos con los que publicaba en la prensa general. Además del ya comentado de Carlos Moral y Rotën, utilizaba el de Dr Morales Onet y el de Yard.
Durante algunos años fue redactor del diario La Crónica Mercantil de Valladolid, en donde cada martes publicaba sobre temas sanitarios con el título La Semana Médica. También lo hizo en otros periódicos de la región.

### Del autor
- Memoria presentada para la solemne recepción del grado de Doctor en la Facultad de Medicina de La Universidad Central (Burgos, 1876). Establecimiento Tipográfico de P. Polo.
- Noticias sobre las triquinas y medios para evitar su propagación (Valladolid, 1879). Imprenta y Librería Nacional y Extranjera de los Hijos de Rodríguez.
- Apuntes sobre el contagio de la tisis pulmonar (Madrid, 1884). Imprenta de Francisco Nozal.
- Consejos para las familias para prevenir el cólera morbo asiático y tratar sus primeros síntomas hasta la llegada del médico (Logroño, 1885). Imprenta de Federico Saiz, 3 ediciones. Disponible: http://bibliotecavirtual.larioja.org/bvrioja/es/consulta/registro.cmd?id=1752
- Elementos de Patología General (1900). Galardonada en 1903 por la Real Academia Nacional de Medicina con el Premio Federico Rubio; fue reeditado en 1904, 1912, 1919 y 1927.
- Prontuario de Clínica Propedéutica (Valladolid, 1903). Tipografía de Andrés Martín Sánchez, cinco ediciones, la última en 1923.
- Don Diego del Corral y Arellano y los Corrales de Valladolid. Apuntes históricos (Madrid, 1905). Establecimiento Tipográfico de la Viuda e Hijos de Tello.
- Los problemas de la memoria y de sus trastornos patológicos (Crítica de algunas ideas de Bergson) (Madrid, 1915). Asociación Española para el Progreso de las Ciencias. Congreso de Valladolid. Imprenta de Fortanet.
- Don Álvaro de Luna según testimonios inéditos de la época (Valladolid, 1915). Imprenta de la Viuda de Montero.
- Corral y Maestro,León. Don Álvaro de Luna según Testimonios inéditos de la época.Editorial Viuda de Montero. Valladolid. 1915  (enlace roto disponible en Internet Archive; véase el historial, la primera versión y la última).
- Carlos Moral y Rotën. Notas heráldicas sobre el apellido De Corral. Publicaciones de la Revista de Historia y de Genealogía Española. Est Tip Sucesores de Rivadeneyra. Madrid 1918  (enlace roto disponible en Internet Archive; véase el historial, la primera versión y la última).
- León Corral. El derribo de la Universidad de Valladolid en 1909. Datos para la historia. Imprenta Castellana. Valladolid. 1918  (enlace roto disponible en Internet Archive; véase el historial, la primera versión y la última).

### Sobre el autor
- S. S. (Salvino Sierra).- Los Maestros de la Medicina. El Dr León Corral y Maestro, Catedrático de Patología General y su Clínica en la Universidad de Valladolid. La Ciencia Moderna. Revista Ilustrada de Medicina, Cirugía e Higiene. Año V, Número 83, Madrid, 14 de marzo de 1898.
- Álvarez Sierra J. Médicos rurales famosos. Don León Corral y Maestro, titular de Alfaro. La Medicina Ibera, 18 de febrero de 1933, CXXI-CXXII
- Castro Arrue, José Ramón; Salazar Mediavilla, Pedro. Apunte biográfico sobre D. León Corral y Maestro. Trabajos de Historia Crítica de la Medicina; 7, 169-174, 1935-6
- Romero, Enrique. Notas biográficas de D. León Corral y Maestro. Medicina; 19, 143-55, 1951
- Herrera Yebra, Joaquín. La Patología General en España durante el SigloXIX. Trabajos del Instituto Arnaldo de Vilanova. CSIC. Madrid, 1955
- Cossio, Francisco de. Confesiones. Mi familia, mis amigos y mi época. Espasa Calpe. Madrid. 1959
- Álvarez Sierra, José. Diccionario de Autoridades Médicas. Editora Nacional. Madrid 1963. Pg 129-30
- López Piñero, José M; Glick, Thomas F; Navarro Brotons, Víctor; Portela Marco, Eugenio. Diccionario Histórico de la Ciencia Moderna en España. Volumen I (A_L). Página 255. Ediciones Península. Barcelona. 1983
- Sánchez Grajel, Luis. La Medicina Española Contemporánea. Historia General de la Medicina Española V. Universidad de Salamanca. Salamanca 1986.
- Abellán, José Luis. Historia Crítica del Pensamiento Español. Tomo V (1). La crisis contemporánea. Pg 315. Espasa Calpe. Madrid 1989
- Díaz-Rubio, Manuel. Médicos españoles del siglo XX. 2ª serie. You & Us . Madrid.2003. Pg 44-45
- Riera Palmero, Juan Bautista. Los Elementos de Patología General de León Corral y Maestro, en Riera Palmero, Juan Bautista, Los estudios de medicina y los médicos en Valladolid (1404-2004). Vol LXV de Acta Histórico Médica Vallisoletana. Universidad de Valladolid. Valladolid 2004, pgs 151-62

- Datos: Q5974563
- Multimedia: León Corral y Maestro / Q5974563